# Porsche 918
Porsche 918 — Гибридный гиперкар немецкого премиум-автопроизводителя Porsche. Выпуск налажен в двух модификациях: 918 Spyder (стандартный) и 918 Spyder "Weissach Package" (облегчённый). Модель построена на платформе гоночного Porsche RS Spyder и на каждые 100 километров тратит, по данным официальных тестов, всего 3,1 литра топлива. Монокок автомобиля состоит полностью из углепластика.

## История
Концепция автомобиля была с 2010 года испытана на гоночном прототипе Porsche 911 GT3 R Hybrid. В частности в гонке 24 часа Нюрбургринга (28 мая 2011 победили в гонке), в соревнованиях DTM. В декабре 2010 проект получил приз «Защиты окружающей среды» Немецкого союза автоспорта.
Впервые модель 918 в варианте кузова родстер ("918 Spyder") была представлена в качестве концепта на Женевском автосалоне в 2010 году. Разработка концептуального среднемоторного Porsche 918 — от появления первых набросков до постройки рабочего экземпляра — заняла всего пять месяцев.

## Технические данные
| ДВС                             |                                  |
| ------------------------------- | -------------------------------- |
| конфигурация                    | V-образный, 8 цил.               |
| объем                           | 4,6 литра                        |
| крутящий момент                 | 530 Нм                           |
| мощность                        | 608 л.с. при 8500 об/мин         |
| макс. число оборотов            | 9150 об/мин                      |
| разгон до 100 км/ч              | 3.4 сек                          |
| Электропривод                   |                                  |
| батарея                         | литий-ионный аккумулятор         |
| эл.мотор / задняя ось           | 115 кВт                          |
| эл.мотор / передняя ось         | 95 кВт                           |
| Суммарные показатели двигателей |                                  |
| мощность                        | 887 л.с. при 8500 об/мин         |
| крутящий момент                 | 1280 Нм при 800-5000 об/мин      |
| Трансмиссия                     |                                  |
| коробка передач                 | 7-скоростная, двойного сцепления |
| Колеса                          |                                  |
| передние                        | диски 20" / шины 265/35"         |
| задние                          | диски 21" / шины 325/30"         |
| Тормоза                         | карбон-керамические диски        |
| передние                        | Ø 410 мм                         |
| задние                          | Ø 390 мм                         |
| тормозное усилие пер/задн. ось  | 43:57 %                          |

## Динамические характеристики
| ускорение 0-100 км/ч                    | 2,6 сек                                   |
| ускорение 0-200 км/ч                    | 7,3 сек (с "Weissach Package": 7,2 сек)   |
| ускорение 0-300 км/ч                    | 20,9 сек (с "Weissach Package": 19,9 сек) |
| макс. скорость                          | 345 км/ч                                  |
| макс. скорость только на электроприводе | 150 км/ч                                  |
| длина пробега на одной батарее          | 16 - 31 км                                |

## Продажи
В июне 2012 компания Porsche получила более одной тысячи предварительных заявок на модель 918, однако производитель сообщил, что выпуск лимитирован всего 918 экземплярами данной модели. Компания Porsche даёт 4 года гарантии на сам автомобиль и 7 лет гарантии на электробатарею.